# Uta Störmer-Caysa
Uta Störmer-Caysa (* 20. Oktober 1957 in Weimar) ist eine deutsche Germanistin.

## Leben
Nach der Promotion 1985 in Leipzig, der Habilitation 1996 in Erlangen und befristeten Stellen an den Universitäten in Leipzig, Göttingen, Erlangen und Münster ist sie seit 2000 Professorin für Ältere deutsche Literatur in Freiburg im Breisgau und seit 2002 in Mainz auf dem Lehrstuhl für Deutsche Literatur Älterer Epochen.
Sie ist korrespondierendes Mitglied der Akademie der Wissenschaften und der Literatur, Mitprojektleiterin des Mittelhochdeutschen Wörterbuchs und Mitherausgeberin der Reihe Studien zur historischen Poetik.
Ihre Arbeitsschwerpunkte sind Mystik, Narratologie, mittelalterlicher Roman, Philosophie und Dichtung und Übersetzungsliteratur.

## Schriften (Auswahl)
- Augustins philologischer Zeitbegriff. Ein Vorschlag zum Verständnis der distentio animi im Lichte von „de Musica“. Berlin 1996, ISBN 3-05-002883-1.
- Gewissen und Buch. Über den Weg eines Begriffes in die deutsche Literatur des Mittelalters. Berlin 1998, ISBN 3-11-016206-7.
- Grundstrukturen mittelalterlicher Erzählungen. Raum und Zeit im höfischen Roman. Berlin 2007, ISBN 3-11-019568-2.
- Vier Strophen über hochvart im Frauenlobnachtrag der Jenaer Liederhandschrift. Mainz 2018, ISBN 3-515-12317-2.